# John Baptist Mary David

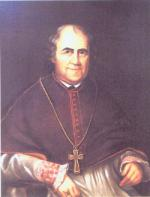
Bischof John Baptist David

John Baptist Mary David PSS (französisch Jean-Baptiste-Marie David) (* 4. Juni 1761 in Couëron, Königreich Frankreich; † 12. Juli 1841 in Nazareth nahe Bardstown, Vereinigte Staaten) war ein französischer römisch-katholischer Priester in den Vereinigten Staaten und Bischof von Bardstown in Kentucky.

## Leben
David trat in die Gesellschaft apostolischen Lebens der Sulpizianer ein und empfing am 24. September 1785 das Sakrament der Priesterweihe.
Nach seiner Emigration in die Vereinigten Staaten wurde David am 4. Juli 1817 von Papst Pius VII. zum Koadjutorbischof von Bardstown und Titularbischof von Mauricastro ernannt. Die Bischofsweihe empfing er am 15. August 1819 durch den Bischof von Bardstown, Benedict Joseph Flaget PSS. Am 25. August 1832 übernahm er dessen Amt als Bischof von Bardstown, trat aber bereits im darauffolgenden Jahr zurück. Daraufhin wurde sein Vorgänger Flaget wieder als Bischof der Diözese eingesetzt und David erneut das Titularbistum Mauricastro zugewiesen.
Er starb nach längerer Krankheit im Alter von 80 Jahren in Nazareth, einer Ortschaft unweit seiner ehemaligen Bischofsstadt auf dem Gebiet des heutigen Nelson County, wo er zuvor die Congregation of the Sisters of Charity of Nazareth gegründet hatte.